# Welterbe in der Mongolei

Zum Welterbe in der Mongolei gehören (Stand 2023) sechs UNESCO-Welterbestätten, darunter vier Stätten des Weltkulturerbes und zwei Stätten des Weltnaturerbes. Die Mongolei ist der Welterbekonvention 1990 beigetreten, die erste Welterbestätte wurde 2003 in die Welterbeliste aufgenommen. Die bislang letzte Welterbestätte wurde 2023 eingetragen.

## Welterbestätten
Die folgende Tabelle listet die UNESCO-Welterbestätten in der Mongolei in chronologischer Reihenfolge nach dem Jahr ihrer Aufnahme in die Welterbeliste (K – Kulturerbe, N – Naturerbe, K/N – gemischt, (G) – auf der Liste des gefährdeten Welterbes).
| Bild                                                                | Bezeichnung                                                                | Jahr | Typ | Ref.    | Beschreibung |
| ------------------------------------------------------------------- | -------------------------------------------------------------------------- | ---- | --- | ------- | --- |
| Uws-Nuur-Becken                                                     | Uws-Nuur-Becken (Lage)                                                     | 2003 | N   | 769     | Der Uws Nuur ist ein See mit einer Fläche von 3350 km² und gehört zu den Großen Seen im Nordwesten der Mongolei. Geschützt ist das Becken wegen der verschiedene Ökosysteme, wie Schneefelder die Seen- und Steppengebiete und die Wüste von Altan Els. Obwohl die Temperatur zwischen −58 °C im Winter und 47 °C schwankt sind hier 173 Vogelarten und 41 Säugetierarten zuhause. |
| Kulturlandschaft Orchon-Tal                                         | Kulturlandschaft Orchon-Tal                                                | 2004 | K   | 1081    | Der Orchon ist ein 1124 Kilometer langer Fluss in der Mongolei. Ein 1220 km² großer Teil des Orchon Tales wurden geschützt. In diesem Gebiet befinden sich historische Stätten wie das Kloster Erdene Dsuu, die Ruinenstadt Karakorum und das Kloster Töwchön Chiid. |
| Felszeichnungen im mongolischen Altai                               | Felszeichnungen im mongolischen Altai                                      | 2011 | K   | 1382    | im mongolischen Teil des Altai-Gebirges, beinhaltet die Areale Tsagaan Salaa-Baga Oigor, Aral Tolgoi und Oberer Tsagaan-Gol |
| Heiliger Berg Burchan Chaldun und die umliegende heilige Landschaft | Heiliger Berg Burchan Chaldun und die umliegende heilige Landschaft (Lage) | 2015 | K   | 1440    | Umgebung des Burchan Chaldun |
| Daurische Landschaften                                              | Daurische Landschaften                                                     | 2017 | N   | 1448    | Gemeinsam mit Russland |
| Hirschsteine und zugehörige Stätten der Bronzezeit                  | Hirschsteine und zugehörige Stätten der Bronzezeit                         | 2023 | K   | 1621rev | Hirschsteinmonumente aus der Zeit von 1200 bis 600 v. Chr., die für die Nomaden der eurasischen Bronzezeit charakteristisch sind. Es sind vier Stätten eingetragen. Erfüllte Kriterien für Welterbe: i., iii. |

## Tentativliste
In der Tentativliste sind die Stätten eingetragen, die für eine Nominierung zur Aufnahme in die Welterbeliste vorgesehen sind.

### Aktuelle Welterbekandidaten
Derzeit (2023) sind elf Stätten in der Tentativliste der Mongolei eingetragen, die letzte Eintragung erfolgte 2015. Die folgende Tabelle listet die Stätten in chronologischer Reihenfolge nach dem Jahr ihrer Aufnahme in die Tentativliste.
| Bild                                                                 | Bezeichnung                                                                 | Jahr | Typ | Ref. | Beschreibung |
| -------------------------------------------------------------------- | --------------------------------------------------------------------------- | ---- | --- | ---- | --- |
| Wüstenlandschaft der Großen Gobi in der Mongolei                     | Wüstenlandschaft der Großen Gobi in der Mongolei                            | 2014 | N   | 5943 | In der Mongolei liegende Teilgebiete der Wüste Gobi |
| Dinosaurier-Fossilienstätten der Kreidezeit in der Mongolischen Gobi | Dinosaurier-Fossilienstätten der Kreidezeit in der Mongolischen Gobi        | 2014 | N   | 5944 | |
| Ostmongolische Steppen                                               | Ostmongolische Steppen                                                      | 2014 | N   | 5946 | |
| Amarbayasgalant-Kloster und seine umgebende heilige Kulturlandschaft | Amarbayasgalant-Kloster und seine umgebende heilige Kulturlandschaft (Lage) | 2014 | K   | 5947 | |
| Baldan Bereeven-Kloster und seine heilige Umgebung                   | Baldan Bereeven-Kloster und seine heilige Umgebung (Lage)                   | 2014 | K   | 5949 | |
|                                                                      | Heiliger Berg Binder und seine zugeordneten Kulturerbestätten               | 2014 | K   | 5950 | |
|                                                                      | Grabstätten der Xiongnu-Elite                                               | 2014 | K   | 5951 | fünf Stätten mit Gräbern der Elite der Reiternomaden aus dem Stammesbund Xiongnu: Noyon Uul, Gol Mod I, Gol Mod II, Duurlig Nars und Takhiltyn Khotgor |
|                                                                      | Archäologische Stätten von Khuduu Aral und seine Kulturlandschaft           | 2014 | K   | 5952 | |
|                                                                      | Petroglyphen-Komplexe in der mongolischen Gobi                              | 2014 | K   | 5954 | umfasst drei Stätten mit Petroglyphen im mongolischen Teil der Wüste Gobi: Del-Uul-Berg, Bichigtiin Am, Javkhlant-Khairkhan-Berg |
| Mongolisches Altai-Gebirge                                           | Mongolisches Altai-Gebirge                                                  | 2014 | K   | 5955 | umfasst den Nationalpark Altai Tavan Bogd (Lage) und die beiden getrennten Gebiete "A" (Lage) und "B" (Lage) des Siilkhem-Nationalparks im mongolischen Teil des Altai-Gebirges |
| Otgon Tenger von Osten                                               | Heilige Berge der Mongolei                                                  | 2014 | K   | 6068 | umfasst die Berge: Otgon Tenger, Eej Khairkhan, Khanbayanzurkh, Bogd Khan, Altan Ovoo und Sutai Khairkhan. Otgon Tenger und Bogd Khan standen bereits seit 1996 gemeinsam mit dem Burchan Chaldun auf der Tentativliste (Ref. 936), nach dessen Aufnahme in das Welterbe (Ref. 1440) wurde 2014 ein neuer Vorschlag mit weiteren Bergen eingereicht. |

### Ehemalige Welterbekandidaten
Diese Stätten standen früher auf der Tentativliste, wurden jedoch wieder zurückgezogen oder von der UNESCO abgelehnt. Stätten, die in anderen Einträgen auf der Tentativliste enthalten oder Bestandteile von Welterbestätten sind, werden hier nicht berücksichtigt.
| Bild                                                 | Bezeichnung                                                 | Jahr      | Typ | Ref. | Beschreibung                                                                                   |
| ---------------------------------------------------- | ----------------------------------------------------------- | --------- | --- | ---- | ---------------------------------------------------------------------------------------------- |
|                                                      | Felsmalereien der Khoit-Tsenkher-Höhle                      | 1996–2014 | K   | 935  | etwa 15.000 bis 20.000 Jahre alte Felsmalereien in der Khoit-Tsenkher-Höhle                    |
| Chöwsgöl-See, schamanistische Landschaft der Tsaatan | Chöwsgöl-See, schamanistische Landschaft der Tsaatan (Lage) | 1996–2012 | K/N | 938  | Umgebung des Chöwsgöl Nuur als Lebensraum des Volks der Tsaatan, die dem Schamanismus anhängen |